# 若宮八幡神社 (三次市十日市)
若宮八幡神社（わかみやはちまんじんじゃ）は、広島県三次市十日市に鎮座する神社。旧称鏡山（かがみやま）八幡神社、「若宮さん」と通称される旧村社。
三次盆地の南縁から北に張り出した丘陵の突端部に鎮座する。境内は桜の名所として知られ、若宮公園が隣接する。

## 祭神
誉田別尊（応神天皇、八幡神）を主祭神に、気長足姫尊（神功皇后）、仲姫命、武内宿禰大臣、足仲彦尊（仲哀天皇）、玉依姫尊、少彦名神、素盞嗚尊、中臣常磐大連公（なかとみのときわのおおむらじこう）を相殿神として祀り、伊弉諾尊、伊弉冉尊、栲幡千千姫命、木花咲耶姫命、大山祇命、軻遇突智命を合祀する。

## 由緒
- 保元年中（1156年-59年）に畠敷村の比叡尾山（ひえびやま）城城主である三吉兼連（みよしかねつら）が男山八幡宮を勧請した。[1][3]『芸藩通志』に因れば鎌倉時代の初、三吉村（後の原村、現三次市十日町や三次町一帯）の地頭である三吉兼範が山城国男山八幡宮を原村の救山（すくいやま）に勧請したのを創祀と伝える。

- 天文4年（1524年）室町時代に兵火により罹災した為に三吉致高により鏡山八幡神社として新しく社殿が造立される。[2][3]

- 弘治3年（1557年）9月3日に三吉氏14代隆亮が上里村（あがりむら）寺戸（現三次町寺戸願万地）へ遷し、その折の棟札が遺されていた。[6]

- 天正10年（1582年）に隆亮が寄進した鉄燈籠も遺されるが[4]、この時は上里村八幡神社と呼ばれ、当時は神田として毎年200石を社領としていた。[2][3]なお、救山から上里村への遷座に際しては御神体が途中寺戸の農家に1年近く逗留したとの事で、その縁からその農家の当主が下述する神幸祭において代々重役を勤める事となったという[7]。

- 享保2年（1717年）に浅野長澄により社殿が修復された。[8][2][3]近世には上里村、三次町、原村と東河内村（現東河内町）半分の産土神とされた。

- 明治になって村社に列し、大正4年（1915年）、双三郡原町内の愛宕神社（軻遇突智命）、大山神社（大山祇命）、太歳神社（木花咲耶姫命）、若宮神社（伊弉諾尊・伊弉冉尊）、救神社を合祀し、翌5年10月に現社地へ遷座した。

- 昭和3年（1928年）に拝殿が新築された。なお、昭和初期までは鏡山八幡神社と呼ばれていた。

現代では特に正月から1月末や秋季大祭式例祭が行われる。

## 祭祀
| 1月                      | 1日                      | 歳旦祭                       |
| 1月                      | 2日～5日頃               | 正月祭                       |
| 1月                      | 14日                     | とんど祭                     |
| 2月                      | 3日                      | 節分祭                       |
| 4月                      | 3日                      | 上巳の節句の祭（人形慰靈祭） |
| 4月                      | 29日                     | 天神・大仙神社祭             |
| 5月                      | 上旬                     | 春季大祭                     |
| 7月                      | 中旬                     | 夏季大祭                     |
| 8月                      | 7日頃                    | 七夕祭                       |
| 8月                      | 15日                     | 忠魂社御霊祭                 |
| 10月                     | 第3日曜日                | 秋季大祭（例祭）             |
| 11月                     | 月中                     | 七五三祭                     |
| 11月                     | 下旬                     | 摂末社祭                     |
| 12月                     | 31日                     | 大祓式除夜祭                 |
| 毎月1日（1月は5～6日頃） | 毎月1日（1月は5～6日頃） | 月次祭                       |

10月の例祭に神輿による神幸が行われる。神輿4基による渡御で、当初は9月9日に発輿して隔年で三次町五日市の太歳神社と下述岩神弁才天社をお旅所として駐輿し、15日に還御していたが、宝暦7年（1757年）からは旧鎮座地である救山への渡御が行われるようになり、寛政7年（1795年）からは9月14日に太歳神社で1泊、翌15日に救山へ渡御した後に還御する形となった。近世には神輿に神霊を遷す役である大長役は上述した寺戸の農家の当主が勤める習いで、一説に弘治 3年（1557年）の農家に逗留した故事同様、往時道中で神輿が4基共に動かなくなった事もあったという。

## 社殿
本殿は方3間の入母屋造平入、正面に千鳥破風を飾り軒唐破風の向拝を付ける。

## 摂末社
- 淡島神社

少彦名神を祀る。三次藩初代藩主浅野長治の女阿久里姫の心願により3代藩主長澄の代に紀伊国加多浦の加太淡島神社の分霊を勧請したもの。
- 荒神社

素盞嗚尊他を祀る。平成廿二年七月に新たに社殿を新築している。
- 稲荷神社

保食神（稲荷神）を祀る。淡島神社の右側に座している。
- 天神社・大仙神社

天神社は菅原道真公を、大仙社は大山祇命を祀る。
- 粟屋神社

粟屋（三吉）刑部丞隆信（あわやぎょうぶのしょうたかのぶ）公と、相殿に三吉式部少輔（しきぶのしょう）藤原隆亮（ふじわらたかすけ）公（上記三吉隆亮の神霊）を祀る。旧称粟屋大明神。粟屋隆信の菩提寺である粟屋町上村の法雲山龍興寺の跡に彼の墓がある。三次市畠敷町の岩屋寺展望台には彼の慰霊碑がある。
- 忠魂社

560柱の殉死者を祀り毎年8月15日に忠魂社御霊祭が執り行われる。

### 嚴島神社
嚴島神社（いつくしまじんじゃ）は十日市中に鎮座する境外所管社。寛永年中（1624-44年）に備後出羽庭村万福寺が弁財天供僧寺として現在の巴橋の袂に移転してきたものである。市杵島姫命を祭神とするが、元は弁才天を祀る寺で岩神弁才天と呼ばれていた。安芸、石見や出雲の商人により神殿を造営され、浅野長治により神殿の拡張が行われている。
安芸国を始め出雲国からも参拝者が絶えず殷賑を極め、5月初子の日を市入祭、7月初子の日を水運祭として商売繁盛等を祈願する大祭が行われていた。明治初期の神仏分離により神社となったが、その後も「弁天さん」と通称されて親しまれている。現在の神殿は文化8年（1811年）に再建され、昭和47年の洪水により同50年に現在地に遷座している。
境内に恵比須神社が鎮座し、11月19、20両日には恵比須神社祭（えびす講）が斎行される。

## 交通
- JR芸備線三次駅より徒歩20分

### 周辺情報
- 十日市
  - 若宮古墳・花園遺跡
  - 三次人形窯元（江戸時代より続く県内唯一の人形窯元）（三次人形窯元）
  - 金峯山修験本宗別格本山成道山 日光寺（中国四十九薬師霊場　第14番札所）
- 三次町
  - 鳳源寺
  - 吉祥院（備後西国三十三観音霊場　第16番札所・中国楽寿三十三観音霊場　第13番札所）
  - 太歳神社
- 畠敷周辺
  - 熊野神社
  - 岩屋寺（備後西国三十三観音霊場　第17番札所）
  - 広島県立みよし公園
- 東酒屋町
  - 三次ワイナリー（広島三次ワイナリー）
  - 奥田元宋・小由女美術館（奥田元宋・小由女美術館）
  - みよし運動公園